# Сноу Лејк (Манитоба)
Сноу Лејк (енгл. Snow Lake) је малена варош у северном делу канадске провинције Манитоба и део је географско-статистичке регије Северна Манитоба. До вароши која се налази 685 км северније од административног центра провинције града Винипега води локални магистрални пут 392.
Насеље је основано 1947. као самоуправни округ који је 1976. преименован у варошицу. Насеље је настало као рударска колонија, а рударство је и данас најважнија привредна делатност (велики рудник цинка).
Према резултатима пописа становништва из 2011. у варошици су живела 723 становника у 526 домаћинства, што је пад од 13,6% у односу на 837 житеља колико је регистровано
приликом пописа 2006. године.

## Становништво
| 2011. |
| ----- |
| 723   |